# Plastered Confessions
Plastered Confessions är en samlings-EP av Kristofer Åström & Hidden Truck, utgiven 2003. Skivan innehåller låtar från albumen Go, Went, Gone ("The Old Man's Meadow"), Leaving Songs ("Without Your Love", "Go, Went, Gone" och "Leaving Song") och Northern Blues ("Years Since Yesterday"), samt en tidigare outgiven cover på Steve Earles "Another Town".

## Låtlista
1. "Without Your Love" - 3:39
2. "Years Since Yesterday" - 3:40
3. "Go, Went, Gone" - 3:29
4. "Leaving Song" - 3:15
5. "The Old Man's Meadow" - 4:15
6. "Another Town" - 3:37 (Steve Earle)